# 江島伊兵衛
江島 伊兵衛（えじま いへえ、1895年（明治28年）4月10日 - 1975年（昭和50年）10月10日）は、日本の実業家、能楽研究家。筆名荏寺 枚平(えじ　まいへい)。

## 来歴
東京に生まれる。1917年に東京高等商業学校（現・一橋大学）を卒業した。
1928年にわんや書店社長となる。1935年に鴻山文庫を設立した。
1961年、わんや書店の会長に就任した。野上記念法政大学能楽研究所顧問、宝生会理事なども歴任した。1971年に勲四等旭日小綬章を受章している。
著書・論文も多く、また、発行している雑誌『宝生』で「火曜研究会」と銘打った研究座談会を佐藤芳彦ともども主催して、能・謡曲の演者と研究者の交流の場を設けた。
病気療養中の1975年に心筋梗塞のため死去した。
没後の1976年に旧蔵書が法政大学に寄贈され、法政大学鴻山文庫として保管された。

## 親族
妻の八重子は宝生流能役者宝生嘉内の五女。